# Zafra M. Lerman
Zafra M. Lerman es doctora en Química, educadora y activista humanitaria. Preside la Malta Conference Foundation, que tiene por objeto promover la paz, reuniendo a científicos de países hostiles entre ellos, para debatir sobre ciencia y fomentar así la cooperación internacional científica y tecnológica. De 1986 a 2010, presidió el Subcomité de Libertad Científica y Derechos Humanos de la Sociedad Estadounidense de Química. A lo largo de los años, Lerman ha evitado ejecuciones de prisioneros, ha contribuido a la liberación de presos de conciencia y ha conseguido la libertad de disidentes políticos. Lerman es receptora de premios de educación y diplomacia científica de gran prestigio, entre los que se incluye el Presidential Award del presidente estadounidense Clinton (EE. UU., 1999), el Nyholm Prize for Education de la Royal Society of Chemistry (Inglaterra, 2005), el AAAS Award for Science Diplomacy de la American Association for the Advancement of Science (EE. UU., 2015), y el Premio Sájarov a la Libertad de Conciencia, de la Sociedad Estadounidense de Física (EE. UU., 2016).

## Inicios de su carrera
Lerman obtuvo su doctorado en Química en el Instituto Weizmann de Ciencias en Rehovot, Israel. Desarrolló investigaciones sobre los efectos de los isótopos en el Instituto Weizmann de Ciencias, en la Universidad Cornell y en la Universidad Northwestern de EE. UU., y en la Escuela Politécnica Federal de Zúrich (ETH) en Suiza.

## Enseñanza de las ciencias y las artes

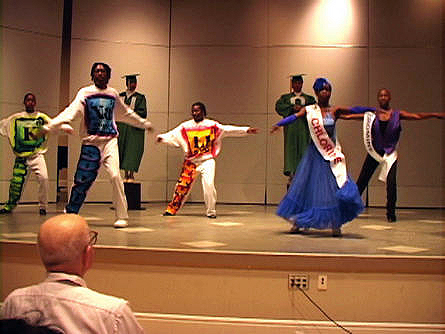
Zafra M Lerman students dancing to illustrate chemistry 2001 Gordon Conference (photo by David Morton)

Lerman aplicó las artes para la enseñanza de las ciencias en todos los niveles. En 1997, se convirtió en la primera persona en impartir ciencias en el claustro de profesores del Columbia College Chicago, una institución estadounidense de enseñanza superior que se especializa en las artes creativas y en los medios de comunicación y entretenimiento. En 1981, fundó el Departamento de Ciencias y Matemáticas y fue jefa de dicho departamento hasta 1991. En 1991, creó el Institute for Science Education and Science Communication (conocido también como el "Science Institute") en el Columbia College y fue su directora hasta el año 2009. De 1991 a 2009 recibió el título de profesora /catedrática ilustre de Ciencias y Políticas Públicas.
Con la intención de promover la enseñanza integrada de la ciencia con las artes creativas, fundó MIMSAD, Inc. (Métodos de integración de la música, la ciencia, el arte y la danza) en 1995. [
Parte de su filosofía de enseñanza se recoge en esta cita, de una conferencia que impartió en 2011 titulada "Creatividad en 3D: 
"Dibujo, danza y Drama":
" Los estudiantes son capaces de recordar mejor y entender conceptos abstractos si desarrollan sus propios proyectos artísticos, utilizando su propia creatividad (a veces oculta). A través de este proceso, los estudiantes se convierten en aprendices activos y utilizan tanto el lado izquierdo como derecho de su cerebro, en lugar de ser solo observadores pasivos “.["
El 18 de marzo de 2015 recibió el título de Distinguida Profesora Emérita por el Columbia College Chicago.

## Activismo por la paz

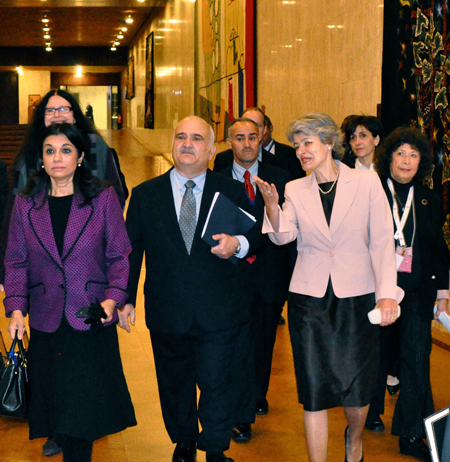
Malta V Conference at UNESCO headquarters in Paris, France, December 4, 2011; His Royal Highness Prince Hassan of Jordan (center-left), Irina Bokova (center-right, Director-General of UNESCO), and Dr. Zafra M. Lerman (right, President of the Malta Conferences Foundation). (Photo by Cynthia Warren Mentz)

Durante los años en los que Lerman ejerció su labor educativa en Columbia College Chicago, nace su proyecto para promover la paz y los derechos humanos a través de la ciencia.
 En 1986 fue nombrada presidenta del Subcomité de Libertad Científica y Derechos Humanos de la Sociedad Estadounidense de Química.  Entre otras actividades, la misión de este subcomité consistía en ayudar a científicos que, por razones políticas, estaban encarcelados, sufrían abusos o habían sido sentenciados a muerte. Lerman ocupó este cargo durante 25 años.
A partir de 2001, Lerman inició un nuevo proyecto con el Subcomité de Libertad Científica y Derechos Humanos de la Sociedad Estadounidense de Química que consistía en organizar una conferencia científica que reuniera investigadores de países de Oriente Próximo (muchos “vecinos hostiles”), para que pudieran trabajar cooperativamente hacia la resolución de los problemas que enfrenta la región. Con el apoyo de la Sociedad Estadounidense de Química (ACS), la Unión Internacional de Química Pura y Aplicada (IUPAC), la Royal Society of Chemistry y el Gesellschaft Deutscher Chemiker, la primera conferencia tuvo lugar en Malta, del 6 al 11 de diciembre de 2003. En el encuentro participaron seis galardonados con el Premio Nobel y científicos de 15 países de Oriente Próximo (Baréin, Egipto, Irán, Irak, Israel, Jordania, Kuwait, Líbano, Libia, la Autoridad Palestina, Catar, Arabia Saudita, Siria, Turquía y Emiratos Árabes Unidos).
En la conferencia se plantearon cinco talleres para fomentar la cooperación transfronteriza:
- Nanotecnología y Ciencia de los Materiales
- Química medicinal y productos naturales
- Energía Alternativa
- Enseñanza de las ciencias en todos los niveles
- Medio ambiente - calidad del aire y del agua

Dos años más tarde se organizó una nueva conferencia, Malta II. .
Este segundo encuentro fue destacado por el senador estadounidense Dick Durbin en el pleno del Senado de los Estados Unidos, en su discurso titulado "Chemists Working Cooperatively".
Lerman asumió la labor de proseguir con las conferencias y fundó a tal efecto la Malta Conferences Foundation para continuar con dicha iniciativa. Consiguió el apoyo de la Organización de las Naciones Unidas para la Educación, la Ciencia y la Cultura, UNESCO
List of Malta Conferences
| 2003 | Malta I   | Malta             |
| 2005 | Malta II  | Malta             |
| 2007 | Malta III | Estambul, Turquía |
| 2009 | Malta IV  | Amán, Jordania    |
| 2011 | Malta V   | París, Francia    |
| 2013 | Malta VI  | Malta             |
| 2015 | Malta VII | Rabat, Marruecos  |

For her work, The American Association for the Advancement of Science awarded Lerman the 2014 Award for Science Diplomacy.

## Notable Awards and Honors
| Year | Honor                                                                                  | Institution                                                                              |
| ---- | -------------------------------------------------------------------------------------- | ---------------------------------------------------------------------------------------- |
| 2023 | Two Nobel Peace Prize Nominations                                                      | Nominators: member of the US Congress; member of the French parliament                   |
| 2020 | Three Nobel Peace Prize Nominations                                                    | Nominators: member of the US Congress; member of the French parliament; Prof. of History |
| 2017 | Distinguished Women in Chemistry or Chemical Engineering Award                         | International Union of Pure and Applied Chemistry (IUPAC)                                |
| 2016 | Peace and Justice Award                                                                | UN NOVUS Summit                                                                          |
| 2016 | Andrei Sakharov Prize                                                                  | American Physical Society                                                                |
| 2015 | Award for Science Diplomacy                                                            | American Association for the Advancement of Science                                      |
| 2013 | Recognition in U.S. Congress                                                           | Hon. Jan Schakowsky, Representative                                                      |
| 2011 | Award for Stimulating Collaborations and Ensuring Human Rights                         | The International Conference on Chemistry for Mankind (India)                            |
| 2010 | Peace Award                                                                            | The International Center for Innovation in Education                                     |
| 2010 | ACS Fellow                                                                             | American Chemical Society`                                                               |
| 2010 | George C. Pimentel Award in Chemical Education                                         | American Chemical Society                                                                |
| 2007 | George Brown Award for International Scientific Cooperation                            | U.S. Civilian Research & Development Foundation Global (CRDF Global)                     |
| 2005 | Recognition on International Human Rights Day                                          | American Association for the Advancement of Science                                      |
| 2005 | Heinz R. Pagels Human Rights Award                                                     | New York Academy of Sciences                                                             |
| 2005 | Nyholm Prize for Education                                                             | Royal Society of Chemistry (England)                                                     |
| 2004 | Heuer Award for Outstanding Achievement in Undergraduate Science Education             | Council of Independent Colleges                                                          |
| 2004 | Recognition in U.S. Congress                                                           | Senator Dick Durbin                                                                      |
| 2003 | Charles Lathrop Parsons Award                                                          | American Chemical Society                                                                |
| 2002 | James Flack Norris Award                                                               | American Chemical Society–Northeastern Section                                           |
| 2002 | Recognition in U.S. Congress                                                           | Senator Dick Durbin                                                                      |
| 2002 | Inductee                                                                               | Today's Chicago Woman Hall of Fame                                                       |
| 2001 | AAAS Fellow                                                                            | American Association for the Advancement of Science                                      |
| 2000 | Premio Mundial de Educación José Vasconcelos                                           | Consejo Cultural Mundial                                                                 |
| 2000 | Joseph Hyman Ethics Award                                                              | American Institute of Chemists                                                           |
| 1999 | Presidential Award for Excellence in Science, Mathematics and Engineering Mentoring    | President of the United States (Bill Clinton)                                            |
| 1998 | ACS Award for Encouraging Disadvantaged Students into Careers in the Chemical Sciences | American Chemical Society, sponsored by The Camille and Henry Dreyfus Foundation         |
| 1998 | Kilby Laureate Awards                                                                  | The Kilby International Awards Foundation                                                |
| 1997 | Public Affairs Award                                                                   | American Chemical Society - Chicago Section                                              |

## Selected Publications
| Year | Title | First Author                       | Citation |
| ---- | --- | ---------------------------------- | --- |
| 2015 | From Building Roads To Building Peace: A Woman Chemist’s Odyssey.                                         | Lerman, Zafra M.                   | Jobs, Collaborations, and Women Leaders in the Global Chemistry Enterprise; Wu, M.L.; Cheng, H.N.; Miller, B., Eds., American Chemical Society, Washington D. C. |
| 2015 | The Malta Conferences: Fostering International Scientific Collaborations Toward Peace in the Middle East. | Hoffman, Morton Z Lerman, Zafra M. | Jobs, Collaborations, and Women Leaders in the Global Chemistry Enterprise; Wu, M.L.; Cheng, H.N.; Miller, B., Eds., American Chemical Society, Washington D. C. |
| 2015 | From Fighting for Human Rights to Building a Bridge to Peace: A Scientist’s Role and Responsibility       | Lerman, Zafra M.                   | Science & Diplomacy (AAAS), 4 (1), pp 1–7. 2015. |
| 2015 | Science Offers A Whole New Diplomacy                                                                      | Lerman, Zafra M.                   | TWAS Newsletter, Vol. 27 N.º 1, 2015, p. 23 |
| 2014 | The Challenges for Chemistry Education in Africa                                                          | Lerman, Zafra M.                   | African Journal of Chemical Education (AJCE),4 (2), pp 80–90. 2014.                                                                                              |
| 2014 | Research and Education in the Middle East                                                                 | Lerman, Zafra M.                   | Chemistry International.(36)3. pp 6, 27- 29. 2014. |
| 2014 | The Malta Conferences, Frontiers of Science: Research and Education in the Middle East                    | Lerman, Zafra M.                   | Forum on International Physics. American Physical Society. pp 19– 21. 2014.                                                                                      |
| 2013 | Human Rights, Education, and Peace: A Personal Odyssey                                                    | Lerman, Zafra M.                   | Journal of Chemical Education (2013), vol. 90 (1), pp 5–9 |
| 2011 | Using Chemistry to Bridge Gaps Between Nations.                                                           | Lerman, Zafra M.                   | In the book “Chemistry for Mankind: Innovative Ideas in the Life Sciences”                                                                                       |
| 2009 | Chemistry and chemical education as a bridge to peace                                                     | Lerman, Zafra M.                   | In Chemistry Education in the ICT Age, Gupta-Bhowon, M.; Jhaumeer-Laulloo, S.; Li Kam Wah, H.; Ramasami, P. (Eds.)                                               |
| 2008 | Fostering Peace Through Scientific Bridges.                                                               | Lerman, Zafra M.                   | ACS International E-Newsletter, January/February 2008 issue |
| 2007 | Using the Arts to Make Chemistry Accessible to Everybody                                                  | Lerman, Zafra M.                   | Studies in Philosophy, Culture & Education, pp. 149–165 (Institute for Multicultural Research, Arab Academic College for Education, Israel)                      |
| 2006 | Frontiers of Chemical Sciences II: Research and Education in the Middle East                              | Lerman, Zafra M.                   | Chemistry in Israel - Bulletin of the Israel Chemical Society, (2006) vol. 21, pp. 21–23                                                                         |
| 2006 | Contacts, Collaborations, and the Buddha                                                                  | Lerman, Zafra M.                   | Reflections from the Frontiers; Explorations for the Future; Gordon Research Conferences 1931-2006, p. 109 (Chemical Heritage Foundation, Philadelphia: 2006)    |
| 2005 | Chemistry: An Inspiration for Theater and Dance                                                           | Lerman, Zafra M.                   | Chemical Education International (2005) vol. 6, p.1 |
| 2003 | Using the Arts to Make Chemistry Accessible to Everybody                                                  | Lerman, Zafra M.                   | Journal of Chemical Education (2003), vol. 80 (11), pp 1234-1243                                                                                                 |
| 2003 | Citizen Chemists (book review of Claude, R. P.: Science in the Service of Human Rights).                  | Lerman, Zafra M.                   | Chemical and Engineering News, 87 (21), 42-43, 2003 |
| 2003 | From the Outreach Front! IAC Conference in Cuba                                                           | Lerman, Zafra M.                   | J. Chem. Ed., 80 (4), 383, 2003. |
| 2003 | ACS Delegation Travels to Cuba                                                                            | Hofman, M.                         | The Chemical Bulletin, 90, 4, 8, American Chemical Society, 2003                                                                                                 |
| 1992 | Report on Human Rights in China                                                                           | Lerman, Zafra M.                   | Chemical Education Newsletter, American Chemical Society (Washington D. C., 1992).                                                                               |
| 1989 | Scientific Freedom and Human Rights in the Soviet Union                                                   | Lerman, Zafra M.                   | Chemical Education Newsletter, American Chemical Society |
| 1964 | Temperature dependence of the secondary isotope effect in aqueous alkaline ester hydrolysis.              | Halevi, E. A.                      | Proc. Chem. Soc., London (1964), p. 174. |